# Dynastor napoleon
Espèce
Dynastor napoleon est une espèce de Lépidoptère de la famille des Nymphalidés et du genre Dynastor.

## Dénomination
Dynastor napoleon a été décrit par Henry Doubleday en 1849.

## Description
Dynastor napoleon est un grand papillon d'une envergure de 120 mm à 140 mm, au bord costal des ailes antérieures bossu,. Le dessus des ailes est de couleur marron aux ailes antérieures ornées d'une bande blanche depuis la moitié du bord costal et n'allant pas jusqu'à l'angle externe et d'une fine bordure orange le long du bord costal et de la moitié du bord externe à partir de l'apex. Les ailes postérieures sont marron très largement bordées de jaune orangé.
Le revers est beige doré avec aux ailes antérieures une grande partie de l'aile à partir du bord interne est marron foncé à noir.

## Biologie
Dynastor napoleon a une activité crépusculaire.

### Plantes hôtes
La plante hôte de sa chenille est Aechmea nudicaulis et Ananas comosus.

## Écologie et distribution
Dynastor napoleon est présent au Brésil,.

### Protection
Pas de statut de protection particulier.